# Liga Światowa w Piłce Siatkowej 2003
14. edycja Ligi Światowej siatkarzy rozpoczęła się 16 maja 2003 roku. W turnieju wzięło udział 16 reprezentacji narodowych. Do turnieju finałowego z każdej grupy kwalifikowały się dwie najlepsze drużyny. Gospodarze turnieju – Hiszpanie mieli zapewniony awans do finałów, nawet jeśli nie zajęliby premiowanego awansem miejsca. Turniej finałowy odbył się w dniach 8 – 13 lipca 2003 w Madrycie.

## Uczestnicy
| Grupa A                          | Grupa B                           | Grupa C                                    | Grupa D                       |
| -------------------------------- | --------------------------------- | ------------------------------------------ | ----------------------------- |
| Rosja Polska Hiszpania Wenezuela | Brazylia Włochy Portugalia Niemcy | Serbia i Czarnogóra Holandia Kuba Bułgaria | Francja Czechy Grecja Japonia |

## Skład reprezentacja Polski
- 1. Andrzej Stelmach
- 2. Paweł Siezieniewski
- 3. Piotr Gruszka
- 4. Marcin Nowak
- 5. Paweł Zagumny
- 6. Dawid Murek
- 7. Łukasz Żygadło
- 8. Krzysztof Ignaczak
- 9. Wojciech Jurkiewicz
- 10. Robert Prygiel
- 11. Przemysław Michalczyk
- 12. Łukasz Kadziewicz
- 13. Sebastian Świderski
- 14. Radosław Rybak
- 15. Piotr Lipiński
- 16. Arkadiusz Gołaś
- 17. Michał Bąkiewicz
- 18. Robert Szczerbaniuk

- Trener – Waldemar Wspaniały
- Drugi trener – Stanisław Gościniak

## Faza interkontynentalna

### Grupa A
Tabela
| Lp. | Drużyna   | Pkt | Mecze | Mecze | Mecze | Sety | Sety | Sety  | Małe punkty | Małe punkty | Małe punkty |
| Lp. | Drużyna   | Pkt | M     | W     | P     | wyg. | prz. | ratio | zdob.       | str.        | ratio       |
| --- | --------- | --- | ----- | ----- | ----- | ---- | ---- | ----- | ----------- | ----------- | ----------- |
| 1   | Rosja     | 22  | 12    | 10    | 2     | 31   | 13   | 2.385 | 1054        | 917         | 1.149       |
| 2   | Polska    | 18  | 12    | 6     | 6     | 24   | 21   | 1.143 | 1034        | 1010        | 1.024       |
| 3   | Hiszpania | 17  | 12    | 5     | 7     | 23   | 31   | 0.742 | 1177        | 1239        | 0.950       |
| 4   | Wenezuela | 15  | 12    | 3     | 9     | 16   | 29   | 0.552 | 948         | 1047        | 0.905       |

Źródło: FIVB (ang.)
Zasady ustalania kolejności: 1. liczba zdobytych punktów; 2. wyższy stosunek setów; 3. wyższy stosunek małych punktów.
Punktacja: zwycięstwo – 2 pkt; porażka – 1 pkt
     Awans do turnieju finałowego
     Gospodarz turnieju finałowego
Wyniki spotkań
| 1. KOLEJKA |
| ---------- |

Miejsce spotkań: Pavelló Municipal Font de Sant Lluís, Walencja (24 maja), Pavelló Ciutat de Castelló, Castelló de la Plana (25 maja) / Domo de Cabimas, Cabimas
| Data       | Godz. | Drużyna 1 | Wynik | Drużyna 2 | 1     | 2     | 3     | 4     | 5     | Razem   | Czas | Widzów | *      |
| ---------- | ----- | --------- | ----- | --------- | ----- | ----- | ----- | ----- | ----- | ------- | ---- | ------ | ------ |
| 24.05.2003 | 12:30 | Hiszpania | 3:2   | Polska    | 25:27 | 29:31 | 26:24 | 25:22 | 16:14 | 121:118 | 2:34 | 3300   | raport |
| 25.05.2003 | 12:00 | Hiszpania | 3:2   | Polska    | 18:25 | 27:25 | 24:26 | 25:23 | 15:11 | 109:110 | 2:22 | 1000   | raport |
| 24.05.2003 | 17:30 | Wenezuela | 1:3   | Rosja     | 25:16 | 21:25 | 13:25 | 15:25 |       | 74:91   | 1:59 | 7200   | raport |
| 25.05.2003 | 11:30 | Wenezuela | 0:3   | Rosja     | 15:25 | 17:25 | 22:25 |       |       | 54:75   | 1:27 | 4300   | raport |

| 2. KOLEJKA |
| ---------- |

Miejsce spotkań: Pałac Sportu "Kosmos", Biełgorod / Domo Bolivariano, Barquisimeto
| Data       | Godz. | Drużyna 1 | Wynik | Drużyna 2 | 1     | 2     | 3     | 4     | 5 | Razem | Czas | Widzów | *      |
| ---------- | ----- | --------- | ----- | --------- | ----- | ----- | ----- | ----- | - | ----- | ---- | ------ | ------ |
| 30.05.2003 | 18:00 | Rosja     | 3:1   | Hiszpania | 18:25 | 25:19 | 25:20 | 25:18 |   | 93:82 | 1:39 | 4600   | raport |
| 31.05.2003 | 18:00 | Rosja     | 3:1   | Hiszpania | 25:19 | 24:26 | 25:15 | 25:20 |   | 99:80 | 1:41 | 4600   | raport |
| 31.05.2003 | 17:30 | Wenezuela | 0:3   | Polska    | 17:25 | 21:25 | 18:25 |       |   | 56:75 | 1:27 | 3400   | raport |
| 01.06.2003 | 11:30 | Wenezuela | 1:3   | Polska    | 24:26 | 25:20 | 19:25 | 21:25 |   | 89:96 | 1:48 | 3100   | raport |

| 3. KOLEJKA |
| ---------- |

Miejsce spotkań: Polideportivo Infanta Cristina, Torrevieja / Łuczniczka, Bydgoszcz
| Data       | Godz. | Drużyna 1 | Wynik | Drużyna 2 | 1     | 2     | 3     | 4     | 5    | Razem   | Czas | Widzów | *      |
| ---------- | ----- | --------- | ----- | --------- | ----- | ----- | ----- | ----- | ---- | ------- | ---- | ------ | ------ |
| 06.06.2003 | 20:00 | Hiszpania | 2:3   | Rosja     | 18:25 | 23:25 | 26:24 | 25:23 | 9:15 | 101:112 | 2:19 | 1200   | raport |
| 08.06.2003 | 12:00 | Hiszpania | 1:3   | Rosja     | 24:26 | 25:20 | 21:25 | 23:25 |      | 93:96   | 1:55 | 1460   | raport |
| 06.06.2003 | 18:50 | Polska    | 0:3   | Wenezuela | 20:25 | 22:25 | 20:25 |       |      | 62:75   | 1:24 | 8070   | raport |
| 07.06.2003 | 15:00 | Polska    | 3:0   | Wenezuela | 25:18 | 25:13 | 25:23 |       |      | 75:54   | 1:19 | 8160   | raport |

| 4. KOLEJKA |
| ---------- |

Miejsce spotkań: Pałac Sportu "Dinamo", Moskwa / Hala Sportowa MOSiR, Łódź
| Data       | Godz. | Drużyna 1 | Wynik | Drużyna 2 | 1     | 2     | 3     | 4     | 5     | Razem   | Czas | Widzów | *      |
| ---------- | ----- | --------- | ----- | --------- | ----- | ----- | ----- | ----- | ----- | ------- | ---- | ------ | ------ |
| 13.06.2003 | 18:00 | Rosja     | 3:0   | Wenezuela | 25:23 | 25:17 | 27:25 |       |       | 77:65   | 1:29 | 2519   | raport |
| 14.06.2003 | 18:00 | Rosja     | 3:1   | Wenezuela | 25:14 | 22:25 | 25:13 | 25:21 |       | 97:73   | 1:38 | 2570   | raport |
| 13.06.2003 | 18:50 | Polska    | 3:1   | Hiszpania | 25:22 | 33:31 | 15:25 | 25:14 |       | 98:92   | 1:53 | 9808   | raport |
| 14.06.2003 | 15:00 | Polska    | 2:3   | Hiszpania | 22:25 | 25:18 | 22:25 | 25:17 | 11:15 | 105:100 | 2:06 | 9420   | raport |

| 5. KOLEJKA |
| ---------- |

Miejsce spotkań: Pabellón Europa, Leganés / Spodek, Katowice
| Data       | Godz. | Drużyna 1 | Wynik | Drużyna 2 | 1     | 2     | 3     | 4     | 5     | Razem   | Czas | Widzów | *      |
| ---------- | ----- | --------- | ----- | --------- | ----- | ----- | ----- | ----- | ----- | ------- | ---- | ------ | ------ |
| 20.06.2003 | 20:00 | Hiszpania | 3:2   | Wenezuela | 23:25 | 26:24 | 25:23 | 23:25 | 15:13 | 112:110 | 2:25 | 3275   | raport |
| 22.06.2003 | 12:00 | Hiszpania | 1:3   | Wenezuela | 25:19 | 22:25 | 22:25 | 16:25 |       | 85:94   | 1:48 | 3525   | raport |
| 20.06.2003 | 18:50 | Polska    | 0:3   | Rosja     | 19:25 | 20:25 | 20:25 |       |       | 59:75   | 1:15 | 11600  | raport |
| 21.06.2003 | 15:00 | Polska    | 3:1   | Rosja     | 25:22 | 31:33 | 25:21 | 25:17 |       | 106:93  | 1:51 | 11600  | raport |

| 6. KOLEJKA |
| ---------- |

Miejsce spotkań: Pałac Sportu "Dinamo", Moskwa / Domo de Cabimas, Cabimas
| Data       | Godz. | Drużyna 1 | Wynik | Drużyna 2 | 1     | 2     | 3     | 4     | 5     | Razem   | Czas | Widzów | *      |
| ---------- | ----- | --------- | ----- | --------- | ----- | ----- | ----- | ----- | ----- | ------- | ---- | ------ | ------ |
| 27.06.2003 | 18:00 | Rosja     | 3:0   | Polska    | 25:15 | 25:20 | 25:14 |       |       | 75:49   | 1:08 | 3100   | raport |
| 28.06.2003 | 18:00 | Rosja     | 0:3   | Polska    | 23:25 | 19:25 | 29:31 |       |       | 71:81   | 1:28 | 3000   | raport |
| 28.06.2003 | 17:30 | Wenezuela | 3:1   | Hiszpania | 22:25 | 25:22 | 26:24 | 26:24 |       | 99:95   | 1:57 | 3600   | raport |
| 29.06.2003 | 11:30 | Wenezuela | 2:3   | Hiszpania | 22:25 | 25:20 | 20:25 | 25:22 | 13:15 | 105:107 | 2:19 | 3000   | raport |

### Grupa B
Tabela
| Lp. | Drużyna    | Pkt | Mecze | Mecze | Mecze | Sety | Sety | Sety  | Małe punkty | Małe punkty | Małe punkty |
| Lp. | Drużyna    | Pkt | M     | W     | P     | wyg. | prz. | ratio | zdob.       | str.        | ratio       |
| --- | ---------- | --- | ----- | ----- | ----- | ---- | ---- | ----- | ----------- | ----------- | ----------- |
| 1   | Brazylia   | 22  | 12    | 10    | 2     | 32   | 13   | 2.462 | 1074        | 946         | 1.135       |
| 2   | Włochy     | 20  | 12    | 8     | 4     | 28   | 16   | 1.750 | 1063        | 985         | 1.079       |
| 3   | Niemcy     | 16  | 12    | 4     | 8     | 20   | 29   | 0.690 | 1053        | 1148        | 0.917       |
| 4   | Portugalia | 14  | 12    | 2     | 10    | 11   | 33   | 0.333 | 929         | 1040        | 0.893       |

Źródło: FIVB (ang.)
Zasady ustalania kolejności: 1. liczba zdobytych punktów; 2. wyższy stosunek setów; 3. wyższy stosunek małych punktów.
Punktacja: zwycięstwo – 2 pkt; porażka – 1 pkt
     Awans do turnieju finałowego
Wyniki spotkań
| 1. KOLEJKA |
| ---------- |

Miejsce spotkań: PalaEvangelisti, Perugia (23 maja), PalaTedeschi, Benewent (25 maja) / Ginásio do Ibirapuera, São Paulo
| Data       | Godz. | Drużyna 1 | Wynik | Drużyna 2  | 1     | 2     | 3     | 4     | 5 | Razem | Czas | Widzów | *      |
| ---------- | ----- | --------- | ----- | ---------- | ----- | ----- | ----- | ----- | - | ----- | ---- | ------ | ------ |
| 23.05.2003 | 20:30 | Włochy    | 3:0   | Portugalia | 25:16 | 25:18 | 25:19 |       |   | 75:53 | 1:02 | 2134   | raport |
| 25.05.2003 | 15:30 | Włochy    | 3:0   | Portugalia | 25:19 | 27:25 | 25:18 |       |   | 77:62 | 1:15 | 5140   | raport |
| 24.05.2003 | 10:00 | Brazylia  | 3:0   | Niemcy     | 25:15 | 29:27 | 25:19 |       |   | 79:61 | 1:14 | 8753   | raport |
| 25.05.2003 | 10:00 | Brazylia  | 3:1   | Niemcy     | 25:16 | 23:25 | 25:13 | 25:14 |   | 98:68 | 1:34 | 10999  | raport |

| 2. KOLEJKA |
| ---------- |

Miejsce spotkań: Palasport, Florencja (30 maja), PalaMalaguti, Casalecchio di Reno (1 czerwca) / Centro de Desportos e Congressos, Matosinhos
| Data       | Godz. | Drużyna 1  | Wynik | Drużyna 2 | 1     | 2     | 3     | 4     | 5     | Razem   | Czas | Widzów | *      |
| ---------- | ----- | ---------- | ----- | --------- | ----- | ----- | ----- | ----- | ----- | ------- | ---- | ------ | ------ |
| 30.05.2003 | 20:40 | Włochy     | 1:3   | Brazylia  | 23:25 | 23:25 | 25:19 | 23:25 |       | 94:94   | 1:32 | 6800   | raport |
| 01.06.2003 | 15:30 | Włochy     | 3:2   | Brazylia  | 23:25 | 21:25 | 25:21 | 25:22 | 16:14 | 110:107 | 1:48 | 6205   | raport |
| 31.05.2003 | 18:00 | Portugalia | 2:3   | Niemcy    | 25:23 | 19:25 | 25:18 | 24:26 | 9:15  | 102:107 | 2:09 | 2914   | raport |
| 01.06.2003 | 16:00 | Portugalia | 3:1   | Niemcy    | 25:21 | 24:26 | 25:19 | 25:17 |       | 99:83   | 1:50 | 2416   | raport |

| 3. KOLEJKA |
| ---------- |

Miejsce spotkań: Olympiahalle, Monachium / Centro de Desportos e Congressos, Matosinhos
| Data       | Godz. | Drużyna 1  | Wynik | Drużyna 2 | 1     | 2     | 3     | 4     | 5 | Razem  | Czas | Widzów | *      |
| ---------- | ----- | ---------- | ----- | --------- | ----- | ----- | ----- | ----- | - | ------ | ---- | ------ | ------ |
| 07.06.2003 | 15:00 | Niemcy     | 1:3   | Włochy    | 19:25 | 24:26 | 25:22 | 16:25 |   | 84:98  | 1:41 | 3400   | raport |
| 08.06.2003 | 15:00 | Niemcy     | 1:3   | Włochy    | 18:25 | 25:19 | 22:25 | 29:31 |   | 94:100 | 1:52 | 3490   | raport |
| 07.06.2003 | 17:00 | Portugalia | 0:3   | Brazylia  | 21:25 | 25:27 | 22:25 |       |   | 68:77  | 1:22 | 4092   | raport |
| 08.06.2003 | 17:00 | Portugalia | 0:3   | Brazylia  | 19:25 | 23:25 | 15:25 |       |   | 57:75  | 1:18 | 3930   | raport |

| 4. KOLEJKA |
| ---------- |

Miejsce spotkań: Max-Schmeling-Halle, Berlin / Centro de Desportos e Congressos, Matosinhos
| Data       | Godz. | Drużyna 1  | Wynik | Drużyna 2 | 1     | 2     | 3     | 4     | 5    | Razem   | Czas | Widzów | *      |
| ---------- | ----- | ---------- | ----- | --------- | ----- | ----- | ----- | ----- | ---- | ------- | ---- | ------ | ------ |
| 14.06.2003 | 14:00 | Niemcy     | 2:3   | Brazylia  | 18:25 | 23:25 | 25:22 | 25:21 | 9:15 | 100:108 | 2:03 | 3092   | raport |
| 15.06.2003 | 14:00 | Niemcy     | 0:3   | Brazylia  | 21:25 | 19:25 | 20:25 |       |      | 60:75   | 1:13 | 3266   | raport |
| 14.06.2003 | 18:00 | Portugalia | 0:3   | Włochy    | 22:25 | 22:25 | 26:28 |       |      | 70:78   | 1:23 | 3040   | raport |
| 15.06.2003 | 15:00 | Portugalia | 0:3   | Włochy    | 21:25 | 15:25 | 21:25 |       |      | 57:75   | 1:12 | 1960   | raport |

| 5. KOLEJKA |
| ---------- |

Miejsce spotkań: Ginásio Nilson Nelson, Brasília / Arena Leipzig, Lipsk
| Data       | Godz. | Drużyna 1 | Wynik | Drużyna 2  | 1     | 2     | 3     | 4     | 5     | Razem   | Czas | Widzów | *      |
| ---------- | ----- | --------- | ----- | ---------- | ----- | ----- | ----- | ----- | ----- | ------- | ---- | ------ | ------ |
| 21.06.2003 | 10:00 | Brazylia  | 0:3   | Włochy     | 27:29 | 23:25 | 19:25 |       |       | 69:79   | 1:20 | 19080  | raport |
| 22.06.2003 | 10:00 | Brazylia  | 3:1   | Włochy     | 23:25 | 27:25 | 25:22 | 25:21 |       | 100:93  | 1:57 | 19080  | raport |
| 21.06.2003 | 14:30 | Niemcy    | 2:3   | Portugalia | 25:22 | 17:25 | 23:25 | 25:23 | 11:15 | 101:110 | 2:02 | 2322   | raport |
| 22.06.2003 | 11:00 | Niemcy    | 3:1   | Portugalia | 17:25 | 25:22 | 33:31 | 25:17 |       | 100:95  | 1:47 | 1635   | raport |

| 6. KOLEJKA |
| ---------- |

Miejsce spotkań: Ginásio Poliesportivo Divino Ferreira Braga, Betim / PalaTrieste, Triest (27 czerwca), PalaOlimpia, Werona (29 czerwca)
| Data       | Godz. | Drużyna 1 | Wynik | Drużyna 2  | 1     | 2     | 3     | 4     | 5 | Razem  | Czas | Widzów | *      |
| ---------- | ----- | --------- | ----- | ---------- | ----- | ----- | ----- | ----- | - | ------ | ---- | ------ | ------ |
| 27.06.2003 | 15:30 | Brazylia  | 3:1   | Portugalia | 21:25 | 25:16 | 25:14 | 25:19 |   | 96:74  | 1:41 | 8000   | raport |
| 28.06.2003 | 10:00 | Brazylia  | 3:1   | Portugalia | 25:16 | 25:23 | 21:25 | 25:18 |   | 96:82  | 1:43 | 8000   | raport |
| 27.06.2003 | 20:00 | Włochy    | 1:3   | Niemcy     | 23:25 | 28:26 | 22:25 | 22:25 |   | 95:101 | 1:56 | 3320   | raport |
| 29.06.2003 | 15:30 | Włochy    | 1:3   | Niemcy     | 25:19 | 21:25 | 21:25 | 22:25 |   | 89:94  | 1:45 | 4276   | raport |

### Grupa C
Tabela
| Lp. | Drużyna             | Pkt | Mecze | Mecze | Mecze | Sety | Sety | Sety  | Małe punkty | Małe punkty | Małe punkty |
| Lp. | Drużyna             | Pkt | M     | W     | P     | wyg. | prz. | ratio | zdob.       | str.        | ratio       |
| --- | ------------------- | --- | ----- | ----- | ----- | ---- | ---- | ----- | ----------- | ----------- | ----------- |
| 1   | Serbia i Czarnogóra | 20  | 12    | 8     | 4     | 30   | 19   | 1.579 | 1138        | 1054        | 1.080       |
| 2   | Bułgaria            | 20  | 12    | 8     | 4     | 31   | 21   | 1.476 | 1185        | 1108        | 1.069       |
| 3   | Holandia            | 17  | 12    | 5     | 7     | 20   | 27   | 0.741 | 1029        | 1081        | 0.952       |
| 4   | Kuba                | 15  | 12    | 3     | 9     | 16   | 30   | 0.533 | 954         | 1063        | 0.897       |

Źródło: FIVB (ang.)
Zasady ustalania kolejności: 1. liczba zdobytych punktów; 2. wyższy stosunek setów; 3. wyższy stosunek małych punktów.
Punktacja: zwycięstwo – 2 pkt; porażka – 1 pkt
     Awans do turnieju finałowego
Wyniki spotkań
| 1. KOLEJKA |
| ---------- |

Miejsce spotkań: Pałac Kultury i Sportu, Warna / Indoor-Sportcentrum, Eindhoven
| Data       | Godz. | Drużyna 1 | Wynik | Drużyna 2           | 1     | 2     | 3     | 4     | 5     | Razem   | Czas | Widzów | *      |
| ---------- | ----- | --------- | ----- | ------------------- | ----- | ----- | ----- | ----- | ----- | ------- | ---- | ------ | ------ |
| 24.05.2003 | 18:00 | Bułgaria  | 2:3   | Kuba                | 25:20 | 25:18 | 22:25 | 29:31 | 13:15 | 114:109 | 2:04 | 4700   | raport |
| 25.05.2003 | 20:30 | Bułgaria  | 3:0   | Kuba                | 25:19 | 32:30 | 25:15 |       |       | 82:64   | 1:23 | 5050   | raport |
| 24.05.2003 | 14:00 | Holandia  | 1:3   | Serbia i Czarnogóra | 25:20 | 21:25 | 16:25 | 18:25 |       | 80:95   | 1:43 | 3000   | raport |
| 25.05.2003 | 14:00 | Holandia  | 3:1   | Serbia i Czarnogóra | 25:23 | 20:25 | 32:30 | 25:22 |       | 102:100 | 1:54 | 3100   | raport |

| 2. KOLEJKA |
| ---------- |

Miejsce spotkań: Hala Pionir, Belgrad (30 maja), Sportski centar Morača, Podgorica (1 czerwca) / Ahoy, Rotterdam
| Data       | Godz. | Drużyna 1           | Wynik | Drużyna 2 | 1     | 2     | 3     | 4     | 5     | Razem   | Czas | Widzów | *      |
| ---------- | ----- | ------------------- | ----- | --------- | ----- | ----- | ----- | ----- | ----- | ------- | ---- | ------ | ------ |
| 30.05.2003 | 20:00 | Serbia i Czarnogóra | 3:2   | Bułgaria  | 26:24 | 23:25 | 25:22 | 18:25 | 15:13 | 107:109 | 2:06 | 4600   | raport |
| 01.06.2003 | 20:00 | Serbia i Czarnogóra | 2:3   | Bułgaria  | 28:26 | 23:25 | 20:25 | 26:24 | 9:15  | 106:115 | 2:13 | 3110   | raport |
| 31.05.2003 | 14:00 | Holandia            | 3:0   | Kuba      | 25:22 | 25:16 | 25:20 |       |       | 75:58   | 1:18 | 3150   | raport |
| 01.06.2003 | 14:00 | Holandia            | 3:2   | Kuba      | 19:25 | 18:25 | 25:19 | 25:21 | 15:12 | 102:102 | 2:00 | 2000   | raport |

| 3. KOLEJKA |
| ---------- |

Miejsce spotkań: Sporthallen Zuid, Amsterdam / Coliseo de la Ciudad Deportiva, Hawana
| Data       | Godz. | Drużyna 1 | Wynik | Drużyna 2           | 1     | 2     | 3     | 4     | 5     | Razem   | Czas | Widzów | *      |
| ---------- | ----- | --------- | ----- | ------------------- | ----- | ----- | ----- | ----- | ----- | ------- | ---- | ------ | ------ |
| 06.06.2003 | 19:30 | Holandia  | 1:3   | Bułgaria            | 25:22 | 23:25 | 21:25 | 20:25 |       | 89:97   | 1:42 | 1500   | raport |
| 07.06.2003 | 17:00 | Holandia  | 2:3   | Bułgaria            | 22:25 | 24:26 | 25:20 | 25:21 | 12:15 | 108:107 | 2:05 | 1500   | raport |
| 06.06.2003 | 20:40 | Kuba      | 2:3   | Serbia i Czarnogóra | 25:21 | 21:25 | 25:17 | 17:25 | 11:15 | 99:103  | 1:53 | 11320  | raport |
| 07.06.2003 | 20:40 | Kuba      | 1:3   | Serbia i Czarnogóra | 20:25 | 26:24 | 23:25 | 21:25 |       | 90:99   | 1:50 | 12675  | raport |

| 4. KOLEJKA |
| ---------- |

Miejsce spotkań: Pałac Kultury i Sportu, Warna / SPC "Wojwodina", Nowy Sad (13 czerwca), Sportski centar Morača, Podgorica (15 czerwca)
| Data       | Godz. | Drużyna 1           | Wynik | Drużyna 2 | 1     | 2     | 3     | 4     | 5    | Razem   | Czas | Widzów | *      |
| ---------- | ----- | ------------------- | ----- | --------- | ----- | ----- | ----- | ----- | ---- | ------- | ---- | ------ | ------ |
| 13.06.2003 | 18:00 | Bułgaria            | 3:0   | Holandia  | 25:22 | 25:18 | 25:18 |       |      | 75:58   | 1:13 | 5820   | raport |
| 15.06.2003 | 20:30 | Bułgaria            | 2:3   | Holandia  | 22:25 | 21:25 | 25:19 | 25:20 | 9:15 | 102:104 | 2:00 | 5710   | raport |
| 13.06.2003 | 20:00 | Serbia i Czarnogóra | 3:0   | Kuba      | 25:19 | 25:17 | 25:19 |       |      | 75:55   | 1:11 | 8000   | raport |
| 15.06.2003 | 20:00 | Serbia i Czarnogóra | 3:0   | Kuba      | 25:16 | 25:13 | 25:18 |       |      | 75:47   | 1:07 | 1675   | raport |

| 5. KOLEJKA |
| ---------- |

Miejsce spotkań: Pałac Kultury i Sportu, Warna / Coliseo de la Ciudad Deportiva, Hawana
| Data       | Godz. | Drużyna 1 | Wynik | Drużyna 2           | 1     | 2     | 3     | 4     | 5     | Razem  | Czas | Widzów | *      |
| ---------- | ----- | --------- | ----- | ------------------- | ----- | ----- | ----- | ----- | ----- | ------ | ---- | ------ | ------ |
| 20.06.2003 | 18:00 | Bułgaria  | 3:1   | Serbia i Czarnogóra | 23:25 | 25:20 | 25:21 | 25:22 |       | 98:88  | 1:45 | 6020   | raport |
| 21.06.2003 | 20:30 | Bułgaria  | 3:2   | Serbia i Czarnogóra | 14:25 | 25:23 | 25:22 | 20:25 | 15:11 | 99:106 | 1:55 | 6105   | raport |
| 20.06.2003 | 20:40 | Kuba      | 3:0   | Holandia            | 25:18 | 25:23 | 25:19 |       |       | 75:60  | 1:14 | 8526   | raport |
| 21.06.2003 | 20:40 | Kuba      | 1:3   | Holandia            | 19:25 | 19:25 | 25:16 | 23:25 |       | 86:91  | 1:43 | 9127   | raport |

| 6. KOLEJKA |
| ---------- |

Miejsce spotkań: Hala Pionir, Belgrad (27 czerwca), SPC "Wojwodina", Nowy Sad (28 czerwca) / Coliseo de la Ciudad Deportiva, Hawana
| Data  | Godz. | Drużyna 1           | Wynik | Drużyna 2 | 1     | 2     | 3     | 4     | 5 | Razem  | Czas | Widzów | *      |
| ----- | ----- | ------------------- | ----- | --------- | ----- | ----- | ----- | ----- | - | ------ | ---- | ------ | ------ |
| 27.06 | 20:00 | Serbia i Czarnogóra | 3:0   | Holandia  | 27:25 | 25:17 | 25:23 |       |   | 77:65  | 1:14 | 5515   | raport |
| 28.06 | 20:00 | Serbia i Czarnogóra | 3:1   | Holandia  | 34:32 | 23:25 | 25:20 | 25:18 |   | 107:95 | 1:40 | 7050   | raport |
| 27.06 | 20:40 | Kuba                | 1:3   | Bułgaria  | 20:25 | 25:22 | 19:25 | 13:25 |   | 77:97  | 1:40 | 6724   | raport |
| 28.06 | 20:40 | Kuba                | 3:1   | Bułgaria  | 25:20 | 17:25 | 25:23 | 25:22 |   | 92:90  | 1:45 | 6537   | raport |

### Grupa D
Tabela
| Lp. | Drużyna | Pkt | Mecze | Mecze | Mecze | Sety | Sety | Sety  | Małe punkty | Małe punkty | Małe punkty |
| Lp. | Drużyna | Pkt | M     | W     | P     | wyg. | prz. | ratio | zdob.       | str.        | ratio       |
| --- | ------- | --- | ----- | ----- | ----- | ---- | ---- | ----- | ----------- | ----------- | ----------- |
| 1   | Czechy  | 20  | 12    | 8     | 4     | 29   | 19   | 1.526 | 1084        | 1043        | 1.039       |
| 2   | Grecja  | 19  | 12    | 7     | 5     | 24   | 25   | 0.960 | 1092        | 1100        | 0.993       |
| 3   | Francja | 18  | 12    | 6     | 6     | 26   | 20   | 1.300 | 1091        | 1037        | 1.052       |
| 4   | Japonia | 15  | 12    | 3     | 9     | 16   | 31   | 0.516 | 1013        | 1100        | 0.921       |

Źródło: FIVB (ang.)
Zasady ustalania kolejności: 1. liczba zdobytych punktów; 2. wyższy stosunek setów; 3. wyższy stosunek małych punktów.
Punktacja: zwycięstwo – 2 pkt; porażka – 1 pkt
     Awans do turnieju finałowego
Wyniki spotkań
| 1. KOLEJKA |
| ---------- |

Miejsce spotkań: Palais des Sports Pierre Mendès, Grenoble / Centrum Sportowe "Filipos Amiridis", Ksanti
| Data       | Godz. | Drużyna 1 | Wynik | Drużyna 2 | 1     | 2     | 3     | 4     | 5 | Razem | Czas | Widzów | *      |
| ---------- | ----- | --------- | ----- | --------- | ----- | ----- | ----- | ----- | - | ----- | ---- | ------ | ------ |
| 16.05.2003 | 20:00 | Francja   | 3:1   | Czechy    | 20:25 | 25:23 | 25:19 | 25:17 |   | 95:84 | 1:46 | 4472   | raport |
| 17.05.2003 | 20:00 | Francja   | 3:0   | Czechy    | 25:18 | 25:22 | 25:22 |       |   | 75:62 | 1:27 | 4732   | raport |
| 16.05.2003 | 21:00 | Grecja    | 3:0   | Japonia   | 25:19 | 25:20 | 25:16 |       |   | 75:55 | 1:18 | 2160   | raport |
| 17.05.2003 | 21:00 | Grecja    | 3:1   | Japonia   | 25:20 | 25:17 | 22:25 | 25:16 |   | 97:78 | 1:46 | 1050   | raport |

| 2. KOLEJKA |
| ---------- |

Miejsce spotkań: Palais des sports de Beaulieu, Nantes / Hala sportowa Neapolis, Larisa (23 maja), Hala sportowa Chalkiopuliu, Lamia (25 maja)
| Data       | Godz. | Drużyna 1 | Wynik | Drużyna 2 | 1     | 2     | 3     | 4     | 5     | Razem   | Czas | Widzów | *      |
| ---------- | ----- | --------- | ----- | --------- | ----- | ----- | ----- | ----- | ----- | ------- | ---- | ------ | ------ |
| 23.05.2003 | 20:00 | Francja   | 1:3   | Japonia   | 15:25 | 24:26 | 25:22 | 21:25 |       | 85:98   | 1:49 | 4197   | raport |
| 24.05.2003 | 20:00 | Francja   | 3:1   | Japonia   | 25:16 | 25:18 | 22:25 | 29:27 |       | 101:86  | 1:54 | 3960   | raport |
| 23.05.2003 | 21:00 | Grecja    | 3:2   | Czechy    | 21:25 | 25:23 | 19:25 | 25:22 | 15:13 | 105:108 | 2:22 | 3390   | raport |
| 25.05.2003 | 21:00 | Grecja    | 0:3   | Czechy    | 27:29 | 22:25 | 23:25 |       |       | 72:79   | 1:32 | 3720   | raport |

| 3. KOLEJKA |
| ---------- |

Miejsce spotkań: Zimní stadion Ostrava-Poruba, Ostrawa / Fukushima Azuma Gymnasium, Fukushima
| Data       | Godz. | Drużyna 1 | Wynik | Drużyna 2 | 1     | 2     | 3     | 4     | 5     | Razem   | Czas | Widzów | *      |
| ---------- | ----- | --------- | ----- | --------- | ----- | ----- | ----- | ----- | ----- | ------- | ---- | ------ | ------ |
| 31.05.2003 | 14:30 | Czechy    | 3:1   | Francja   | 25:23 | 18:25 | 25:17 | 25:20 |       | 93:85   | 1:39 | 3156   | raport |
| 01.06.2003 | 17:00 | Czechy    | 3:2   | Francja   | 19:25 | 25:18 | 19:25 | 26:24 | 18:16 | 107:108 | 2:15 | 3150   | raport |
| 31.05.2003 | 15:00 | Japonia   | 2:3   | Grecja    | 25:19 | 21:25 | 22:25 | 25:23 | 12:15 | 105:107 | 2:10 | 4100   | raport |
| 01.06.2003 | 14:00 | Japonia   | 3:2   | Grecja    | 26:28 | 25:16 | 25:22 | 22:25 | 15:13 | 113:104 | 2:14 | 4250   | raport |

| 4. KOLEJKA |
| ---------- |

Miejsce spotkań: Hala sportowa "Dimitris Tofalos", Patras / Zimní stadion Ostrava-Poruba, Ostrawa
| Data       | Godz. | Drużyna 1 | Wynik | Drużyna 2 | 1     | 2     | 3     | 4     | 5 | Razem | Czas | Widzów | *      |
| ---------- | ----- | --------- | ----- | --------- | ----- | ----- | ----- | ----- | - | ----- | ---- | ------ | ------ |
| 06.06.2003 | 21:00 | Grecja    | 0:3   | Francja   | 24:26 | 28:30 | 23:25 |       |   | 75:81 | 1:28 | 4260   | raport |
| 07.06.2003 | 15:00 | Grecja    | 3:1   | Francja   | 25:20 | 16:25 | 30:28 | 28:26 |   | 99:99 | 1:53 | 3210   | raport |
| 07.06.2003 | 21:00 | Czechy    | 3:0   | Japonia   | 25:23 | 25:14 | 26:24 |       |   | 76:61 | 1:17 | 3055   | raport |
| 08.06.2003 | 14:30 | Czechy    | 3:0   | Japonia   | 25:21 | 25:19 | 25:18 |       |   | 75:58 | 1:19 | 3048   | raport |

| 5. KOLEJKA |
| ---------- |

Miejsce spotkań: Stade Pierre de Coubertin, Paryż (13 czerwca), Palais des Sports, Dijon (15 czerwca) / Tokyo Metropolitan Gymnasium, Tokio
| Data       | Godz. | Drużyna 1 | Wynik | Drużyna 2 | 1     | 2     | 3     | 4     | 5     | Razem   | Czas | Widzów | *      |
| ---------- | ----- | --------- | ----- | --------- | ----- | ----- | ----- | ----- | ----- | ------- | ---- | ------ | ------ |
| 13.06.2003 | 21:00 | Francja   | 2:3   | Grecja    | 24:26 | 28:30 | 25:22 | 25:21 | 13:15 | 115:114 | 2:23 | 4100   | raport |
| 15.06.2003 | 18:00 | Francja   | 3:0   | Grecja    | 25:20 | 25:20 | 25:19 |       |       | 75:59   | 1:16 | 3192   | raport |
| 14.06.2003 | 15:00 | Japonia   | 1:3   | Czechy    | 20:25 | 22:25 | 25:22 | 22:25 |       | 89:97   | 1:48 | 4075   | raport |
| 15.06.2003 | 14:00 | Japonia   | 2:3   | Czechy    | 24:26 | 25:20 | 21:25 | 25:23 | 15:17 | 110:111 | 2:08 | 3703   | raport |

| 6. KOLEJKA |
| ---------- |

Miejsce spotkań: Zimní stadion Ostrava-Poruba, Ostrawa / Fukuoka
| Data       | Godz. | Drużyna 1 | Wynik | Drużyna 2 | 1     | 2     | 3     | 4     | 5    | Razem  | Czas | Widzów | *      |
| ---------- | ----- | --------- | ----- | --------- | ----- | ----- | ----- | ----- | ---- | ------ | ---- | ------ | ------ |
| 21.06.2003 | 14:30 | Czechy    | 3:1   | Grecja    | 21:25 | 25:16 | 25:20 | 25:13 |      | 96:74  | 1:44 | 4540   | raport |
| 22.06.2003 | 17:00 | Czechy    | 2:3   | Grecja    | 21:25 | 25:23 | 25:23 | 17:25 | 8:15 | 96:111 | 1:58 | 4040   | raport |
| 21.06.2003 | 17:00 | Japonia   | 0:3   | Francja   | 26:28 | 26:28 | 17:25 |       |      | 69:81  | 1:28 | 4817   | raport |
| 22.06.2003 | 17:00 | Japonia   | 3:1   | Francja   | 25:22 | 25:23 | 16:25 | 25:21 |      | 91:91  | 1:48 | 4937   | raport |

## Turniej finałowy
Miejsce turnieju:  Hiszpania – Palacio Vistalegre, Madryt

Wszystkie godziny według strefy czasowej UTC+02:00.

### Rozgrywki grupowe

#### Grupa E
Tabela
| Lp. | Drużyna             | Pkt | Mecze | Mecze | Mecze | Sety | Sety | Sety  | Małe punkty | Małe punkty | Małe punkty |
| Lp. | Drużyna             | Pkt | M     | W     | P     | wyg. | prz. | ratio | zdob.       | str.        | ratio       |
| --- | ------------------- | --- | ----- | ----- | ----- | ---- | ---- | ----- | ----------- | ----------- | ----------- |
| 1   | Serbia i Czarnogóra | 6   | 3     | 3     | 0     | 9    | 2    | 4.500 | 262         | 236         | 1.110       |
| 2   | Czechy              | 5   | 3     | 2     | 1     | 6    | 5    | 1.200 | 259         | 240         | 1.079       |
| 3   | Hiszpania           | 4   | 3     | 1     | 2     | 5    | 7    | 0.714 | 263         | 283         | 0.929       |
| 4   | Grecja              | 3   | 3     | 0     | 3     | 3    | 9    | 0.333 | 256         | 281         | 0.911       |

Źródło: FIVB (ang.)
Zasady ustalania kolejności: 1. liczba zdobytych punktów; 2. wyższy stosunek setów; 3. wyższy stosunek małych punktów.
Punktacja: zwycięstwo – 2 pkt; porażka – 1 pkt
     Awans do półfinału
Wyniki spotkań
| Data       | Godz. | Drużyna 1           | Wynik | Drużyna 2           | 1     | 2     | 3     | 4     | 5 | Razem | Czas | Widzów | *      |
| ---------- | ----- | ------------------- | ----- | ------------------- | ----- | ----- | ----- | ----- | - | ----- | ---- | ------ | ------ |
| 08.07.2003 | 10:30 | Serbia i Czarnogóra | 3:0   | Czechy              | 25:23 | 25:22 | 26:24 |       |   | 76:69 | 1:14 | 350    | raport |
| 08.07.2003 | 20:00 | Hiszpania           | 3:1   | Grecja              | 22:25 | 25:21 | 25:22 | 25:23 |   | 97:91 | 1:52 | 8500   | raport |
| 09.07.2003 | 13:00 | Grecja              | 1:3   | Czechy              | 25:18 | 19:25 | 21:25 | 15:25 |   | 80:93 | 1:36 | 470    | raport |
| 09.07.2003 | 20:00 | Hiszpania           | 1:3   | Serbia i Czarnogóra | 19:25 | 20:25 | 25:20 | 18:25 |   | 82:95 | 1:38 | 9900   | raport |
| 10.07.2003 | 13:00 | Serbia i Czarnogóra | 3:1   | Grecja              | 26:24 | 25:15 | 15:25 | 25:21 |   | 91:85 | 1:29 | 400    | raport |
| 10.07.2003 | 20:00 | Czechy              | 3:1   | Hiszpania           | 25:15 | 25:21 | 22:25 | 25:23 |   | 97:84 | 1:45 | 11500  | raport |

#### Grupa F
Tabela
| Lp. | Drużyna  | Pkt | Mecze | Mecze | Mecze | Sety | Sety | Sety  | Małe punkty | Małe punkty | Małe punkty |
| Lp. | Drużyna  | Pkt | M     | W     | P     | wyg. | prz. | ratio | zdob.       | str.        | ratio       |
| --- | -------- | --- | ----- | ----- | ----- | ---- | ---- | ----- | ----------- | ----------- | ----------- |
| 1   | Brazylia | 6   | 3     | 3     | 0     | 9    | 3    | 3.000 | 291         | 250         | 1.164       |
| 2   | Włochy   | 4   | 3     | 1     | 2     | 6    | 7    | 0.857 | 299         | 292         | 1.024       |
| 3   | Bułgaria | 4   | 3     | 1     | 2     | 5    | 7    | 0.714 | 258         | 278         | 0.928       |
| 4   | Rosja    | 4   | 3     | 1     | 2     | 5    | 8    | 0.625 | 269         | 297         | 0.906       |

Źródło: FIVB (ang.)
Zasady ustalania kolejności: 1. liczba zdobytych punktów; 2. wyższy stosunek setów; 3. wyższy stosunek małych punktów.
Punktacja: zwycięstwo – 2 pkt; porażka – 1 pkt
     Awans do półfinału
Wyniki spotkań
| Data       | Godz. | Drużyna 1 | Wynik | Drużyna 2 | 1     | 2     | 3     | 4     | 5     | Razem   | Czas | Widzów | *      |
| ---------- | ----- | --------- | ----- | --------- | ----- | ----- | ----- | ----- | ----- | ------- | ---- | ------ | ------ |
| 08.07.2003 | 13:00 | Brazylia  | 3:1   | Bułgaria  | 19:25 | 25:21 | 25:18 | 25:11 |       | 94:75   | 1:31 | 550    | raport |
| 08.07.2003 | 17:30 | Rosja     | 3:2   | Włochy    | 20:25 | 25:20 | 19:25 | 25:22 | 15:13 | 104:105 | 1:48 | 2200   | raport |
| 09.07.2003 | 10:30 | Bułgaria  | 1:3   | Włochy    | 25:21 | 19:25 | 23:25 | 23:25 |       | 90:96   | 1:40 | 650    | raport |
| 09.07.2003 | 17:30 | Brazylia  | 3:1   | Rosja     | 25:19 | 24:26 | 25:17 | 25:15 |       | 99:77   | 1:40 | 2600   | raport |
| 10.07.2003 | 10:30 | Bułgaria  | 3:1   | Rosja     | 18:25 | 25:23 | 25:18 | 25:22 |       | 93:88   | 1:34 | 480    | raport |
| 10.07.2003 | 17:30 | Włochy    | 1:3   | Brazylia  | 29:31 | 21:25 | 25:17 | 23:25 |       | 98:98   | 1:42 | 4500   | raport |

### Półfinały
| Data       | Godz. | Drużyna 1           | Wynik | Drużyna 2 | 1     | 2     | 3     | 4 | 5 | Razem | Czas | Widzów | *      |
| ---------- | ----- | ------------------- | ----- | --------- | ----- | ----- | ----- | - | - | ----- | ---- | ------ | ------ |
| 12.07.2003 | 11:00 | Serbia i Czarnogóra | 3:0   | Włochy    | 26:24 | 25:22 | 25:16 |   |   | 76:62 | 1:11 | 3750   | raport |
| 12.07.2003 | 13:30 | Czechy              | 0:3   | Brazylia  | 12:25 | 20:25 | 18:25 |   |   | 50:75 | 1:07 | 4350   | raport |

### Mecz o 3. miejsce
| Data       | Godz. | Drużyna 1 | Wynik | Drużyna 2 | 1     | 2     | 3     | 4     | 5 | Razem | Czas | Widzów | *      |
| ---------- | ----- | --------- | ----- | --------- | ----- | ----- | ----- | ----- | - | ----- | ---- | ------ | ------ |
| 13.07.2003 | 15:00 | Włochy    | 3:1   | Czechy    | 22:25 | 25:22 | 25:22 | 25:19 |   | 97:88 | 1:36 | 2950   | raport |

### Finał
| Data       | Godz. | Drużyna 1           | Wynik | Drużyna 2 | 1     | 2     | 3     | 4     | 5     | Razem   | Czas | Widzów | *      |
| ---------- | ----- | ------------------- | ----- | --------- | ----- | ----- | ----- | ----- | ----- | ------- | ---- | ------ | ------ |
| 13.07.2003 | 18:00 | Serbia i Czarnogóra | 2:3   | Brazylia  | 16:25 | 25:21 | 25:19 | 23:25 | 29:31 | 118:121 | 2:03 | 10850  | raport |

## Klasyfikacja końcowa
| Miejsce | Reprezentacja       |
| ------- | ------------------- |
| złoto   | Brazylia            |
| srebro  | Serbia i Czarnogóra |
| brąz    | Włochy              |
| 4.      | Czechy              |
| 5.      | Bułgaria            |
| 5.      | Hiszpania           |
| 7.      | Grecja              |
| 7.      | Rosja               |
| 9.      | Polska              |
| 10.     | Francja             |
| 10.     | Niemcy              |
| 10.     | Holandia            |
| 13.     | Kuba                |
| 13.     | Japonia             |
| 13.     | Portugalia          |
| 13.     | Wenezuela           |

| ZWYCIĘZCA LIGI ŚWIATOWEJ 2003 BRAZYLIA Skład zwycięzców 1. Roberto Minuzzi • 2. Marcelo Elgarten • 3. Giovane Gávio • 4. André Heller • 5. Henrique Randow • 6. Maurício Lima • 7. Giba • 8. Murilo Endres • 9. André Nascimento • 10. Sérgio Dutra Santos • 11. Anderson Rodrigues • 12. Nalbert Bitencourt • 13. Gustavo Endres • 14. Rodrigao • 15. Wesley Ribeiro • 16. Leandro Visotto • 17. Ricardo Garcia • 18. Dante Amaral Trener: Bernardo Rezende |

## Nagrody indywidualne
| Najlepszy punktujący  | Ivan Miljković |
| Najlepszy atakujący   | Martin Lébl    |
| Najlepszy blokujący   | Andrija Gerić  |
| Najlepszy zagrywający | Andrija Gerić  |